# Ровесник (газета)
«Ровесник» — молодіжна обласна газета Тернопільської області. Виходила в 1967—2002 роках.

## Історія
Заснована у м. Тернополі 1966 як орган обкому ЛКСМУ. Перший номер вийшов 1 січня 1967.
У 1991—1996 роках виходила під назвою «Західна Україна», 1996—2002 — молодіжна газета «Ровесник».
З кінця 2016 року газета відновлена в інтернеті (http://rovesnyknews.te.ua/) 

## Редактори
- Петро Перебийніс (1966—1970),
- Василь Ковальчук (1970–?),
- А. Ігошин (?–1976),
- Євген Безкоровайний (1976—1980[1]),
- Данило Теличин (1980—1983),
- Василь Теремко (1983—1987),
- Володимир Андріїшин (1987—1989),
- Степан Слюзар (1981—1990),
- Микола Мартинчук (1983—1991),
- Юрій Цвик (1980—1991),
- Михайло Лисевич,
- Ольга Чорна,
- Н. Пастушенко.

## Журналісти
У різні роки в редакції працювали: Богдан Бартків (співзасновник), Марія Баліцька, Василь Балюх, Петро Бубній, Богдан Гарасимчук, Антон Грицишин, Борис Демків, Микола Добровольський, Михайло Іващук, Володимир Клюйко, Василь Ковальчук, Євген Коверко, Ярослав Мармаш, Світлана Мичко, Ганна-Надія Моховик, Людмила Овсянна, Арсен Паламар, Роман Пінь, Богдан Приймак, Тетяна Савків, Сергій Сірий, Богдан Скоробагатий, Віра Стецько, Василь Томин, Олександр Федорук, Зиновій Фрис, Леонора Чорномаз, Микола Шот, Василь Ярмуш, Олександр Яцківський та інші.